# Iván Fischer

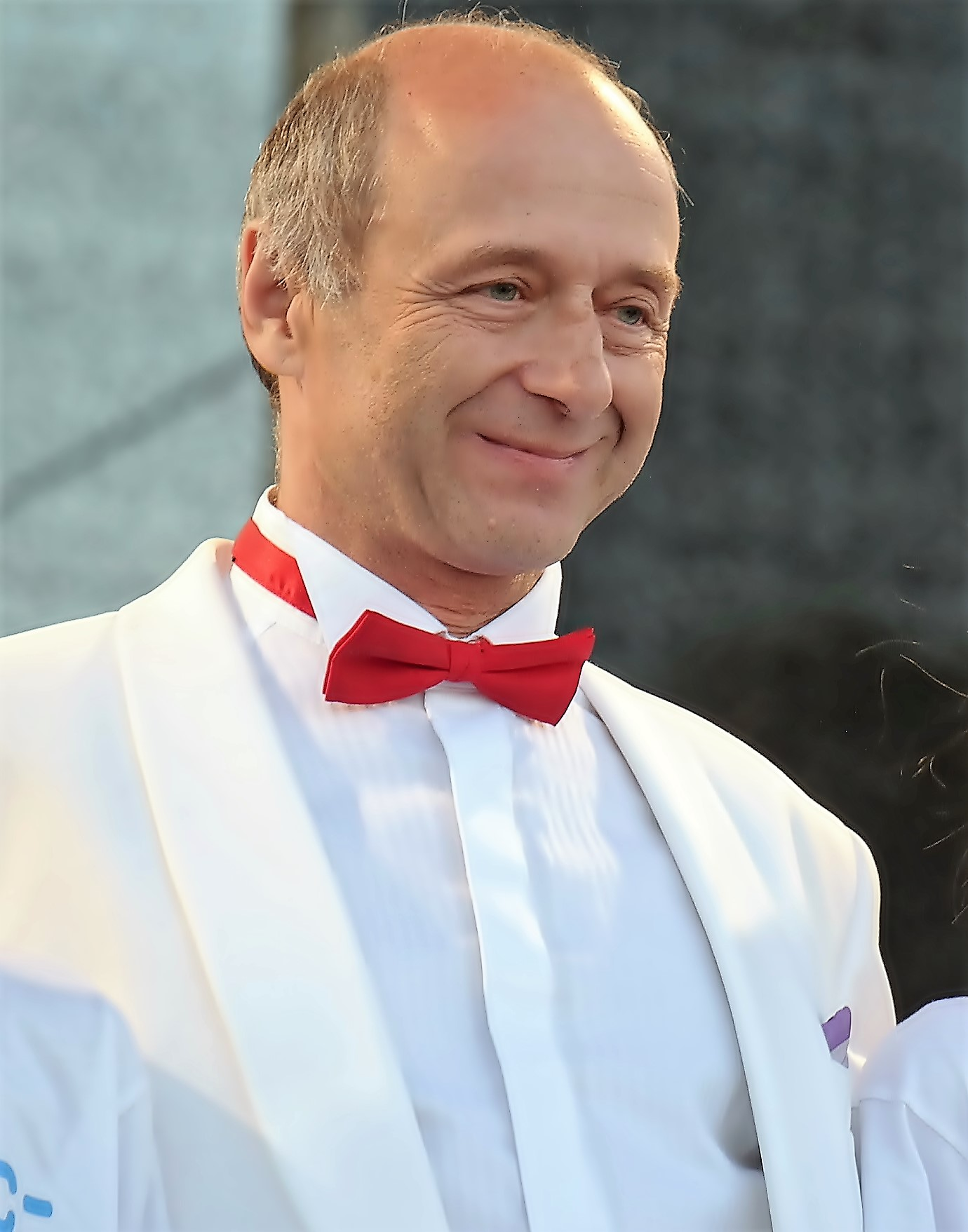
Iván Fischer (2015)

Iván Fischer (* 20. Januar 1951 in Budapest) ist ein ungarischer Dirigent und Komponist.

## Leben und Wirken
Iván Fischer stammt aus einer jüdischen Musikerfamilie. Sein Vater Sándor Fischer war Dirigent und Übersetzer, sein älterer Bruder ist der Dirigent Ádám Fischer. Seine Großeltern mütterlicherseits wurden Opfer des Holocaust in Ungarn.
Fischer nahm zunächst Klavier- und Geigenunterricht und wechselte dann zum Cello. Nach einem Kompositionsstudium in Budapest setzte er seine Ausbildung an der Wiener Musikakademie in der Dirigierklasse von Hans Swarowsky fort. Fischer besuchte regelmäßig Leonard Bernsteins Mahler-Konzerte mit den Wiener Philharmonikern. Ebenfalls prägend war Nikolaus Harnoncourt, bei dem Fischer zwei Semester als Assistent am Salzburger Mozarteum arbeitete.
Nachdem er 1976 den Dirigentenwettbewerb der Rupert Foundation in London gewonnen hatte, erhielt er regelmäßig Einladungen als Gastdirigent englischer Orchester, unter anderem des BBC Symphony Orchestra und des London Symphony Orchestra, mit dem er 1982 eine Welttournee unternahm. Von 1979 bis 1982 war er Musikalischer Direktor des Kammerorchesters Royal Northern Sinfonia und von 1984 bis 1989 Musikalischer Direktor der Kent Opera.
1983 kehrte er nach Budapest zurück, wo er mit Zoltán Kocsis das Budapest Festival Orchestra gründete, das er bis heute (Stand Mai 2022) als künstlerischer Direktor leitet.
In den USA debütierte Fischer 1983 mit dem Los Angeles Philharmonic Orchestra. Von 1989 bis 1996 wirkte er als erster Gastdirigent des Cincinnati Symphony Orchestra und von 2006 bis 2009 als erster Gastdirigent beim National Symphony Orchestra in Washington. Als Gastdirigent leitete er weitere bekannte Orchester wie die Münchner Philharmoniker, die New Yorker Philharmoniker, das Cleveland Orchestra, das Orchestre de Paris, das Israel Philharmonic Orchestra oder das Orchestra of the Age of Enlightenment. Regelmäßig arbeitet er mit dem Concertgebouw-Orchester Amsterdam, dessen Ehrengastdirigent er seit 2021 ist, und den Berliner Philharmonikern zusammen. Besonders bekannt sind seine Interpretationen von Bach, Mozart, Brahms, Mahler und Bartók.
Als Operndirigent trat Fischer 1989–1991 mit einem Mozart-Zyklus an der Wiener Staatsoper in Erscheinung. Er war von  2000 bis 2003 Chefdirigent der Opéra National de Lyon und leitete außerdem Opernproduktionen in Zürich, London, Paris, Brüssel, Stockholm und Budapest.
Fischer war ab der Saison 2012/13 Musikdirektor des Berliner Konzerthauses am Gendarmenmarkt und Chefdirigent des Konzerthausorchesters Berlin. Ein Angebot des Orchesters, Chefdirigent auf Lebenszeit zu werden, schlug er 2016 aus und verkündete seinen Abschied nach der Saison 2017/18, um mehr Zeit zum Komponieren zu gewinnen. Das Orchester ernannte ihn daraufhin zum Ehrendirigenten.
Im Jahr 2018 gründete Fischer das Vicenza Opera Festival in Vicenza.

## Wirken als Komponist
In jüngerer Zeit tritt Fischer häufiger als Komponist in Erscheinung. Seine Werke sind meist für mittelgroße Ensembles aus Vokalisten und Instrumentalisten geschrieben. Die Texte sind überwiegend auf Jiddisch, mit dem Ziel, diese Sprache am Leben zu erhalten. So komponierte er unter anderem die Oper Die rote Färse und eine deutsch-jiddische Kantate.

## Engagement
Fischer gründete zusammen mit der Enkelin des Komponisten die ungarische Gustav-Mahler-Gesellschaft und ist Schirmherr der englischen Kodály-Akademie.
Seit 2014 spielt Fischer mit Musikern des Budapest Festival Orchesters regelmäßig in ungarischen Synagogen – verlassenen wie noch benutzten –, um das Bewusstsein für jüdisches Leben und Traditionen in Ungarn aufrechtzuerhalten. 2016 konzertierte Fischer mit dem Budapest Festival Orchestra gemeinsam mit Daniel Barenboim in der Großen Synagoge an der Dohány-Straße in Budapest.
Sein humanitäres Engagement für Flüchtlinge brachte Fischer wiederholt in Opposition zur Regierung des ungarischen Ministerpräsidenten Viktor Orbán.

## Auszeichnungen
- 1976: 1. Preis beim Dirigentenwettbewerb der Rupert Foundation in London
- Crystal Award des Weltwirtschaftsforums in Davos
- Chevalier dans l’Ordre des Arts et des Lettres vom französischen Kultusministerium
- Goldmedaille des ungarischen Staatspräsidenten
- 2005: Ehrenbürger von Budapest
- 2006: Kossuth-Preis von Ungarn[14]

## Diskografie (Auswahl)
- Schubert: Symphonie No. 9. Mit dem Budapest Festival Orchestra (Hungaroton HCD 12722; 1984)
- Brahms: Hungarian Dances. Mit dem Budapest Festival Orchestra (Hungaroton HCD 12571; 1995)
- Brahms: Violin Concerto. Mit Boris Belkin, Violine; London Symphony Orchestra (Decca; 1985)
- Mendelssohn: Symphony No. 3, The Hybrides-Ouverture. Mit dem Hungarian State Orchestra (Hungaroton HCD 12660; 1985)
- Schubert: Symphony No. 5 in B flat major D. 485, Symphony No. 4 in C minor D. 417. Mit dem Budapest Festival Orchestra (Hungaraton HCD 12842; 1987)
- Bartók: Concerto for Orchestra, Dance Suite. Mit dem Budapest Festival Orchestra (Hungaroton HCD 31167; 1990)
- Richard Strauss: Don Juan, Till Eulenspiegel, Tod und Verklärung. Mit dem Budapest Festival Orchestra (Hungaroton HCD 12899; 1990)
- Stravinsky: The Firebird-Suite, Petrushka. Mit dem Budapest Festival Orchestra (Hungaroton HCD 31095; 1990)
- Schubert: Symphonies nos. 3 & 8. Mit dem Budapest Festival Orchestra (Hungaroton HCD 12616; 1994)
- Dvořák: Cello Concerto; Tchaikovsky: Rococo Variations. Mit Miklós Perényi, Cello; Budapest Festival Orchestra (Hungaroton HCD 12868; 1994)
- Kodály: Psalmus Hungaricus, Marosszek Dances, Tänze aus Galanta. Mit u. a. Andras Molnár, Tenor; Állami Énekkar; Hungarian State Chorus, Budapest Festival Orchestra (Hungaroton HCD 31324; 1994)
- Mendelssohn: Symphony no. 4 „Italian“, Symphony no. 5 „Reformation“. Mit dem Hungarian State Orchestra (Hungaroton HCD 12414; 1995)
- Mozart: Missa Brevis K. 192, Vesperae Solennes De Confessore K. 339. Mit Mária Zádori, Paul Esswood, Alexander Oliver, László Polgár (Solisten), István Ella, Orgel; Budapester Philharmonisches Orchester; Chor „Jenuesses Musicale“ (Hungaroton HCD 12235; 1995)
- Mozart: Symphonies in E-flat Major: No. 39 K 543,  No. 19 K 132, No. 26 K 184. Mit dem Budapest Festival Orchestra (Hungaraton HCD 31093; 1995)
- Bartók: Violin Concertos nos. 1 & 2. Mit Thomas Zehetmair, Violine; Budapest Festival Orchestra (Berlin Classics BC 0011342; 1995)
- Liszt: Piano Concertos nos. 1 & 2; Dohnány: Variations on a Nursery Rhyme. Mit Zoltán Kocsis, Klavier; Budapest Festival Orchestra (Hungaroton-Philips HCD 31362; 1996)
- Donizetti: Don Pasquale. Mit Hungarian Radio And Television Chorus, Hungarian State Orchestra (Hungaroton HCD 12416-17; 1996)
- Bartók: Piano Concertos nos. 1–3. Mit András Schiff, Klavier; Budapest Festival Orchestra (Teldec 0630131582; 1997)
- Liszt: Faust Symphony. Mit Hans-Peter Blochwitz, Tenor; Chor des Ungarischen Rundfunks; Budapest Festival Orchestra (Philips 002894544602: 1997)
- Bartók: The Wooden Prince, Dance Suite. Mit dem Budapest Festival Orchestra (Philips 002894544292; 1997)
- Bartók: The Miraculous Mandarin, Hungarian Peasant Songs, Roumanian Folk Dances. Mit dem Budapest Festival Orchestra (Philips 0028945443027; 1998)
- Liszt: Hungarian Rhapsodies. Mit dem Budapest Festival Orchestra (Philips 0028945657028; 1998)
- Bartók: Concerto for Orchestra, 3 Village Scenes, Kossuth. Mit dem Budapest Festival Orchestra, Slovak Folk Ensemble Chorus, SLUK Slovakian Folk Ensemble Choir (Philips 028945657523; 1999)
- Brahms: Hungarian Dances. Mit u. a. Budapest Festival Orchestra (Philips 0028946258927; 1999)
- Dvořák: Legends – Miniatures, Nocturnes, Prague Waltzes. Mit dem Budapest Festival Orchestra (Philips 028946464724; 2000)
- Sarasate: Carmen Fantasy, Dvořák: Violin Concerto. Mit Akiko Suwanai, Violine; Budapest Festival Orchestra (Philips 0028946453124; 2001)
- Ravel: La Valse, Stravinsky: Three movements from Petrushka. Mit Ádám Fellegi, Klavier; Budapest Festival Orchestra (Hungaroton HCD 32038; 2001)
- Dvořák: Slawische Tänze op. 46, 8 Slavonic Dances, Op. 72. Mit dem Budapest Festival Orchestra (Philips 0028947060123; 2002)
- Bartók: The Piano Concertos. Mit András Schiff, Klavier; Budapest Festival Orchestra (Warner Classics; 2002)
- Dvořák: Sinfonie Nr. 9 e-moll op. 95 „Aus der Neuen Welt“, Symphony No. 8 in G, Op. 88. Mit dem Budapest Festival Orchestra (Philips 0028947061724; 2002)
- Bartók: Bluebeard’s Castle. Mit dem Budapest Festival Orchestra (Philips 028947063322; 2003)
- Rachmaninov: Symphony No. 2, Vocalise no. 14. Mit dem Budapest Festival Orchestra (Channel Classics; 2004)
- Tchaikovsky: Symphony No. 4, Romeo & Juliet Ouverture. Mit dem Budapest Festival Orchestra (Channel Classics; 2004)
- Mahler: Symphony No. 6. Mit dem Budapest Festival Orchestra (Channel Classics; 2005)
- Bartók: Orchestral Works. Mit dem  SLUK Slovakian Folk Ensemble Choir, Budapest Festival Orchestra (Philips; 2006)
- Mahler: Symphony No. 2. Mit Lisa Milne, Birgit Remmert, Hungarian Radio Choir, Budapest Festival Orchestra (Channel Classics; 2006)
- Debussy: Solo Piano Musik/Fantaisie, Ravel: Piano Concertos. Mit Zoltán Kocsis, Klavier; Budapest Festival Orchestra (Philips; 2006)
- Beethoven: Symphonien 4 & 6. Mit dem Budapest Festival Orchestra (Channel 2461447; 2010)
- Mahler: Symphonie Nr. 1 D-dur. Mit dem Budapest Festival Orchestra (Channel Classics; 2012)
- Stravinsky: Sacre du Printemps, Feuervogel, Tango/Scherzo. Mit dem Budapest Festival Orchestra (Channel Classics; 2012)
- Bach: Matthäus-Passion. Mit dem Netherlands Radio Choir, National Children’s Choir, Royal Concertgebouw Orchestra (Arthaus Musik (Naxos Deutschland); 2012)
- Brahms, Dvořák: Ungarische Tänze/Slawische Tänze. Mit dem Budapest Festival Orchestra (Decca Classics; 2012)